# Список рекордов Европы по плаванию
Европейские рекорды по плаванию фиксируются Европейской лигой плавания. Рекорды фиксируются на всех проходящих соревнованиях, в том числе на чемпионатах мира и Олимпийских играх.

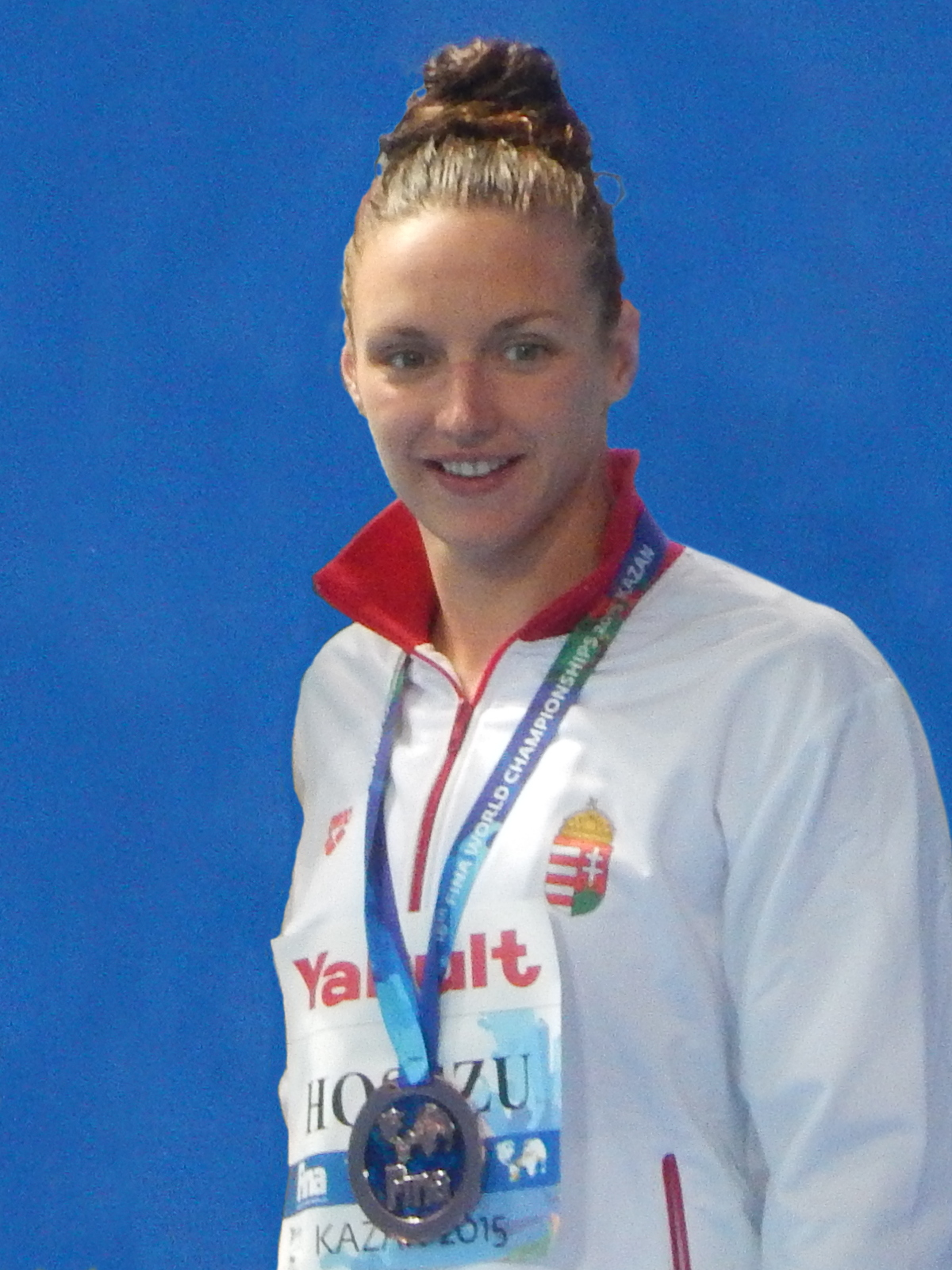
Венгерка Катинка Хоссу — обладательница семи рекордов Европы, шесть из которых являются мировыми.

## Правила ратификации рекордов
Рекорды ратифицируются Европейской лигой плавания. Рекорды могут быть установлены в «длинной воде» (50 метров) или «короткой воде» (25 метров) плавательных бассейнов. Рекорды могут быть установлены на следующих дистанциях:

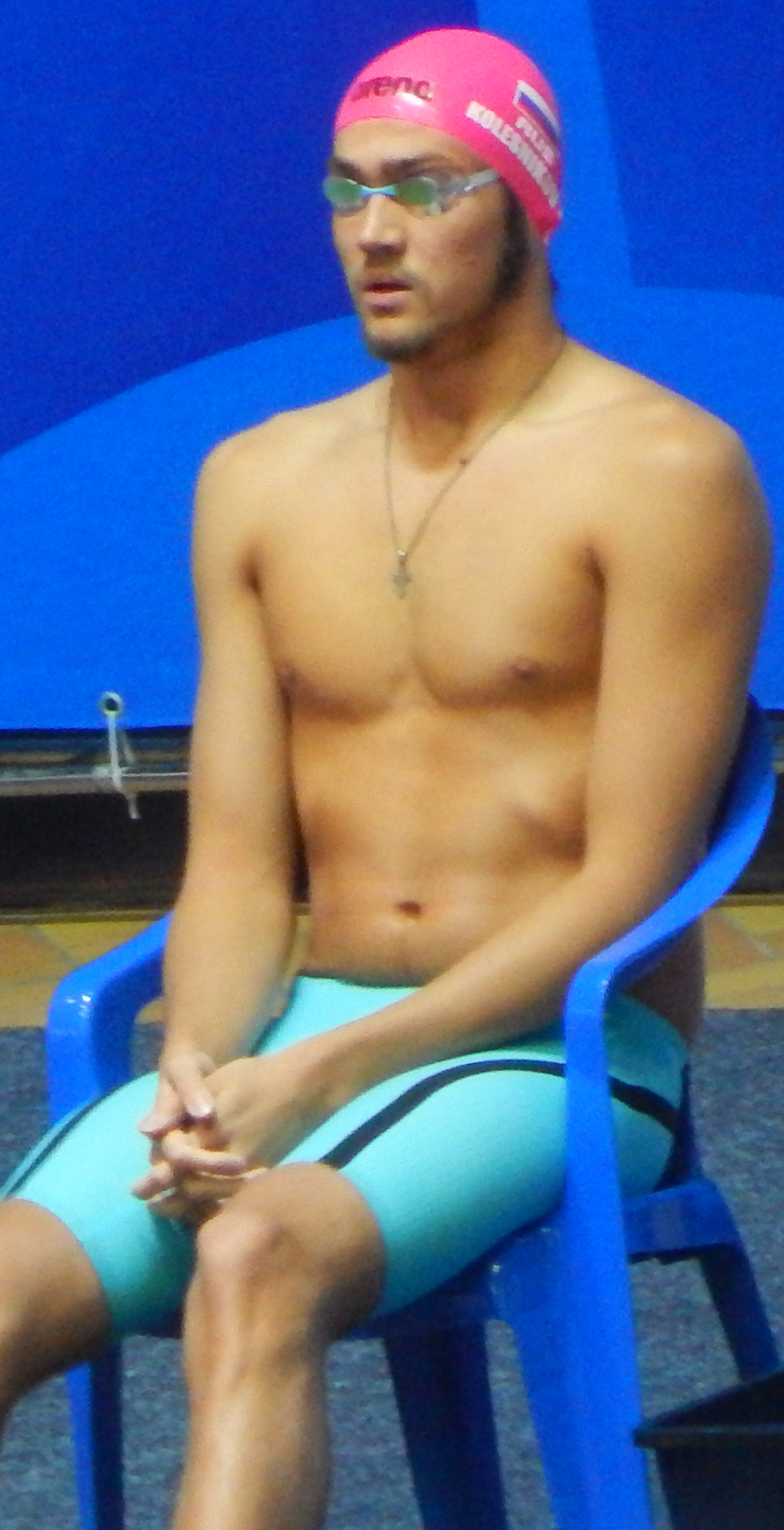
Российский пловец Климент Колесников владеет тремя рекордами Европы в плавании на спине и в комбинированной эстафете 4x50 м.

- Вольный стиль: 50 м, 100 м, 200 м, 400 м, 800 м, 1500 м
- На спине: 50 м, 100 м, 200 м
- Брасс: 50 м, 100 м, 200 м
- Баттерфляй: 50 м, 100 м, 200 м
- Комплексное плавание: 100 м (только на короткой воде), 200 м, 400 м
- Эстафеты: 4×50 м вольным стилем (только на короткой воде), 4×100 м вольным стилем, 4×200 м вольным стилем, 4×50 м комбинированная (только на короткой воде), 4×100 м комбинированная.

## 50-метровый бассейн

### Мужчины
| Дистанция                        | Время      |       | Имя | Национальность | Дата                 | Соревнование              | Место                     | Продолжительность         | Видео |
| -------------------------------- | ---------- | ----- | --- | -------------- | -------------------- | ------------------------- | ------------------------- | ------------------------- | ----- |
| 50 м вольный стиль               | 20,94      |       | Фредерик Буске                                                                                           | Франция        | 26 апреля 2009 года  | Чемпионат Франции         | Монпелье, Франция         | 16 лет 3 месяца 5 дней    |       |
| 100 м вольный стиль              | 46,86      | WR #  | Дэвид Попович                                                                                            | Румыния        | 17 августа 2022 года |                           | Рим, Италия               | 4 года 3 дня              |       |
| 200 м вольный стиль              | 1:42,00    | WR    | Пауль Бидерман                                                                                           | Германия       | 28 июля 2009 года    | Чемпионат мира            | Рим, Италия               | 16 лет 3 дня              |       |
| 400 м вольный стиль              | 3:40,07    | WR    | Пауль Бидерман                                                                                           | Германия       | 26 июля 2009 года    | Чемпионат мира            | Рим, Италия               | 16 лет 5 дней             |       |
| 800 м вольный стиль              | 7:39,27    |       | Грегорио Пальтриньери                                                                                    | Италия         | 24 июля 2019 года    | Чемпионат мира            | Кванджу, Республика Корея | 6 лет 7 дней              |       |
| 1500 м вольный стиль             | 14:32,80   |       | Грегорио Пальтриньери                                                                                    | Италия         | 25 июня 2022 года    | ЧМ по водным видам спорта | Будапешт, Венгрия         | 3 года 1 месяц 6 дней     |       |
| 50 м на спине                    | 23,80      | WR    | Климент Колесников                                                                                       | Россия         | 17 мая 2021 года     | Чемпионат Европы          | Будапешт, Венгрия         | 4 года 2 месяца 14 дней   | [ 2 ] |
| 100 м на спине                   | 51,98      |       | Евгений Рылов                                                                                            | Россия         | 27 июля 2021 года    | Олимпийские Игры          | Токио, Япония             | 4 года 4 дня              |       |
| 200 м на спине                   | 1:53,23    |       | Евгений Рылов                                                                                            | Россия         | 8 апреля 2021 года   | Чемпионат России          | Казань, Россия            | 4 года 3 месяца 23 дня    |       |
| 50 м брасс                       | 25,95      | WR пф | Адам Пити                                                                                                | Великобритания | 25 июля 2017 года    | Чемпионат мира            | Будапешт, Венгрия         | 8 лет 6 дней              |       |
| 100 м брасс                      | 56,88      | WR пф | Адам Пити                                                                                                | Великобритания | 21 июля 2019 года    | Чемпионат мира            | Кванджу, Республика Корея | 6 лет 10 дней             |       |
| 200 м брасс                      | 2:06,12    | WR    | Антон Чупков                                                                                             | Россия         | 26 июля 2019 года    | Чемпионат мира            | Кванджу, Республика Корея | 6 лет 5 дней              |       |
| 50 м баттерфляй                  | 22,27      | WR    | Андрей Говоров                                                                                           | Украина        | 1 июля 2018 года     | Sette Colli Trophy        | Рим, Италия               | 7 лет 30 дней             |       |
| 100 м баттерфляй                 | 49,95      |       | Милорад Чавич                                                                                            | Сербия         | 1 августа 2009 года  | Чемпионат мира            | Рим, Италия               | 15 лет 11 месяцев 30 дней |       |
| 200 м баттерфляй                 | 1:50,73    | WR    | Криштоф Милак                                                                                            | Венгрия        | 24 июля 2019 года    | Чемпионат мира            | Кванджу, Республика Корея | 6 лет 7 дней              |       |
| 200 м комплекс                   | 1:52,69 WR | пф    | Леон Маршан                                                                                              | Франция        | 30 июля 2025 года    | Чемпионат мира            | Сингапур                  | 16 лет 2 дня              |       |
| 400 м комплекс                   | 4:02.50    |       | Леон Маршан                                                                                              | Франция        | 2023                 | Чемпионат мира            | Будапешт, Венгрия         | 3 года 1 месяц 13 дней    | [ 3 ] |
| Эстафета 4×100 м вольным стилем  | 3:08,32    |       | Амори Лево (47,91) Фабьен Жило (47,05) Фредерик Буске (46,63) Ален Бернар (46,73)                        | Франция        | 11 августа 2008 года | Олимпийские игры          | Пекин, Китай              | 16 лет 11 месяцев 20 дней |       |
| Эстафета 4×200 м вольным стилем  | 6:59,15    |       | Никита Лобинцев (1:45,10) Михаил Полищук (1:45,42) Данила Изотов (1:44,48) Александр Сухоруков (1:44,15) | Россия         | 31 июля 2009 года    | Чемпионат мира            | Рим, Италия               | 16 лет                    |       |
| Комбинированная эстафета 4×100 м | 3:28,10    |       | Люк Гринбанк (53,95) Адам Пити (57,20) Джеймс Гай (50,81) Данкан Скотт (46,14)                           | Великобритания | 28 июля 2019 года    | Чемпионат мира            | Кванджу, Республика Корея | 6 лет 3 дня               |       |

Условные обозначения:: WR — мировой рекорд; # — рекорд ожидает ратификации в LEN; 
Рекорды в стадиях: к — квалификация; пф — полуфинал; э — 1-й этап эстафеты; эк −1-й этап эстафеты квалификация; б — финал Б; † — в ходе более длинного заплыва; зв — заплыв на время.

### Женщины
| Дистанция                        | Время    |       | Имя | Национальность | Дата                 | Соревнование      | Место                    | Продолжительность         | Видео |
| -------------------------------- | -------- | ----- | --- | -------------- | -------------------- | ----------------- | ------------------------ | ------------------------- | ----- |
| 50 м вольный стиль               | 23,61    | WR пф | Сара Шёстрём                                                                                              | Швеция         | 29 июля 2023 года    | Чемпионат мира    | Фукуока, Япония          | 8 лет 2 дня               |       |
| 100 м вольный стиль              | 51,71    | WR э  | Сара Шёстрём                                                                                              | Швеция         | 23 июля 2017 года    | Чемпионат мира    | Будапешт, Венгрия        | 8 лет 8 дней              |       |
| 200 м вольный стиль              | 1:52,98  | WR    | Федерика Пеллегрини                                                                                       | Италия         | 29 июля 2009 года    | Чемпионат мира    | Рим, Италия              | 16 лет 2 дня              |       |
| 400 м вольный стиль              | 3:59,15  |       | Федерика Пеллегрини                                                                                       | Италия         | 26 июля 2009 года    | Чемпионат мира    | Рим, Италия              | 16 лет 5 дней             |       |
| 800 м вольный стиль              | 8:14,10  |       | Ребекка Эдлингтон                                                                                         | Великобритания | 16 августа 2008 года | Олимпийские игры  | Пекин, Китай             | 16 лет 11 месяцев 15 дней |       |
| 1500 м вольный стиль             | 15:38,88 |       | Лотте Фрийс                                                                                               | Дания          | 30 июля 2013 года    | Чемпионат мира    | Барселона, Испания       | 12 лет 1 день             |       |
| 50 м на спине                    | 25,60    | =     | Мария Каменева                                                                                            | Россия         | 24 ноября 2022 года  | Игры солидарности | Казань, Россия           | 2 года 8 месяцев 7 дней   |       |
| 100 м на спине                   | 58,12    |       | Джемма Споффорт                                                                                           | Великобритания | 28 июля 2009 года    | Чемпионат мира    | Рим, Италия              | 16 лет 3 дня              |       |
| 200 м на спине                   | 2:04,94  |       | Анастасия Зуева                                                                                           | Россия         | 1 августа 2009 года  | Чемпионат мира    | Рим, Италия              | 15 лет 11 месяцев 30 дней |       |
| 50 м брасс                       | 29,48    | пф    | Рута Мейлутите                                                                                            | Литва          | 3 августа 2013 года  | Чемпионат мира    | Барселона, Испания       | 11 лет 11 месяцев 28 дней |       |
| 100 м брасс                      | 1:04,35  | пф    | Рута Мейлутите                                                                                            | Литва          | 29 июля 2013 года    | Чемпионат мира    | Барселона, Испания       | 12 лет 2 дня              |       |
| 200 м брасс                      | 2:19,11  | WR пф | Рикке Мёллер Педерсен                                                                                     | Дания          | 1 августа 2013 года  | Чемпионат мира    | Барселона, Испания       | 11 лет 11 месяцев 30 дней |       |
| 50 м баттерфляй                  | 24,43    | WR    | Сара Шёстрём                                                                                              | Швеция         | 5 июля 2014 года     | Чемпионат Швеции  | Бурос, Швеция            | 11 лет 26 дней            |       |
| 100 м баттерфляй                 | 55,48    | WR    | Сара Шёстрём                                                                                              | Швеция         | 7 августа 2016 года  | Олимпийские игры  | Рио-де-Жанейро, Бразилия | 8 лет 11 месяцев 24 дня   |       |
| 200 м баттерфляй                 | 2:04,27  | пф    | Катинка Хоссу                                                                                             | Венгрия        | 29 июля 2009 года    | Чемпионат мира    | Рим, Италия              | 16 лет 2 дня              |       |
| 200 м комплекс                   | 2:06,12  | WR    | Катинка Хоссу                                                                                             | Венгрия        | 3 августа 2015 года  | Чемпионат мира    | Казань, Россия           | 9 лет 11 месяцев 28 дней  |       |
| 400 м комплекс                   | 4:26,36  | WR    | Катинка Хоссу                                                                                             | Венгрия        | 6 августа 2016 года  | Олимпийские игры  | Рио-де-Жанейро, Бразилия | 8 лет 11 месяцев 25 дней  |       |
| Эстафета 4×100 м вольным стилем  | 3.31,72  |       | Инге Деккер (53,61) Раноми Кромовидьойо (52,30) Фемке Хемскерк (53,03) Марлен Велдхёйс (52,78)            | Нидерланды     | 26 июля 2009 года    | Чемпионат мира    | Рим, Италия              | 16 лет 5 дней             |       |
| Эстафета 4×200 м вольным стилем  | 7:45,51  |       | Джоанн Джексон (1:55,98) Джазмин Карлин (1:56,78) Кейтлин Макклетчи (1:56,42) Ребекка Эдлингтон (1:56,33) | Великобритания | 30 июля 2009 года    | Чемпионат мира    | Рим, Италия              | 16 лет 1 день             |       |
| Комбинированная эстафета 4×100 м | 3:53,38  |       | Анастасия Фесикова (58,96) Юлия Ефимова (1:04,03) Светлана Чимрова (56,99) Вероника Попова (53,40)        | Россия         | 30 июля 2017 года    | Чемпионат мира    | Будапешт, Венгрия        | 8 лет 1 день              |       |

Условные обозначения:: WR — мировой рекорд; # — рекорд ожидает ратификации в LEN; 
Рекорды в стадиях: к — квалификация; пф — полуфинал; э — 1-й этап эстафеты; эк −1-й этап эстафеты квалификация; б — финал Б; † — в ходе более длинного заплыва; зв — заплыв на время.

### Смешанные дисциплины
| Дистанция                        | Время   |  | Имя                                                                                    | Национальность | Дата              | Соревнование     | Место             | Продолжительность        | Видео |
| -------------------------------- | ------- |  | -------------------------------------------------------------------------------------- | -------------- | ----------------- | ---------------- | ----------------- | ------------------------ | ----- |
| Эстафета 4×100 м вольным стилем  | 3:21,81 |  | (49,12)Бен Схвитерт (47,80)Кайл Столк (52,33)Фемке Хемскерк (52,56)Раноми Кромовидьойо | Нидерланды     | 29 июля 2017 года | Чемпионат мира   | Будапешт, Венгрия | 8 лет 2 дня              | [ 4 ] |
| Комбинированная эстафета 4×100 м | 3:38.82 |  | (58.43)Кэтлин Доусон (57.13)Адам Пити (50.61)Джеймс Гай (52.65)Анна Хопкин             | Великобритания | 20 мая 2021 года  | Чемпионат Европы | Будапешт, Венгрия | 6 лет 11 месяцев 25 дней | [ 5 ] |

Примечания: WR — мировой рекорд; # — рекорд ожидает ратификации в LEN; 
Рекорды в стадиях: к — квалификация; пф — полуфинал; э — 1-й этап эстафеты; эк −1-й этап эстафеты квалификация; б — финал Б; † — в ходе более длинного заплыва; зв — заплыв на время.

## 25-метровый бассейн

### Мужчины
| Дистанция                        | Время    |             | Имя                                                                                                  | Национальность | Дата                 | Соревнование               | Место                   | Продолжительность        | Видео |
| -------------------------------- | -------- | ----------- | --- | -------------- | -------------------- | -------------------------- | ----------------------- | ------------------------ | ----- |
| 50 м вольный стиль               | 20,26    |             | Флоран Маноду                                                                                        | Франция        | 5 декабря 2014 года  | Чемпионат мира             | Доха, Катар             | 10 лет 7 месяцев 26 дней |       |
| 100 м вольный стиль              | 44,94    |             | Амори Лево                                                                                           | Франция        | 13 декабря 2008 года | Чемпионат Европы           | Риека, Хорватия         | 16 лет 7 месяцев 18 дней |       |
| 200 м вольный стиль              | 1:39,37  | WR          | Пауль Бидерман                                                                                       | Германия       | 15 ноября 2009 года  | Этап Кубка мира            | Берлин, Германия        | 15 лет 8 месяцев 16 дней |       |
| 400 м вольный стиль              | 3:32,25  | WR          | Янник Аньель                                                                                         | Франция        | 15 ноября 2012 года  | Чемпионат Франции          | Анже, Франция           | 12 лет 8 месяцев 16 дней |       |
| 800 м вольный стиль              | 7:25,73  | не ратифиц. | Михайло Романчук                                                                                     | Украина        | 21 ноября 2020 года  | ISL                        | Будапешт, Венгрия       | 4 года 8 месяцев 10 дней | [ 6 ] |
| 800 м вольный стиль              | 7:25,96  |             | Даниэль Уиффен                                                                                       | Ирландия       | 15 декабря 2022 года | Чемпионат Ирландии         | Дублин, Ирландия        | 2 года 7 месяцев 16 дней | [ 7 ] |
| 1500 м вольный стиль             | 14:08,06 | WR          | Грегорио Пальтриньери                                                                                | Италия         | 4 декабря 2015 года  | Чемпионат Европы           | Нетания, Израиль        | 9 лет 7 месяцев 27 дней  |       |
| 50 м на спине                    | 22,22    | WR          | Флоран Маноду                                                                                        | Франция        | 6 декабря 2014 года  | Чемпионат мира             | Доха, Катар             | 10 лет 7 месяцев 25 дней |       |
| 100 м на спине                   | 48,58    | WR э        | Климент Колесников                                                                                   | Россия         | 21 ноября 2020 года  | Этап ISL                   | Будапешт, Венгрия       | 4 года 8 месяцев 10 дней |       |
| 200 м на спине                   | 1:46,11  |             | Аркадий Вятчанин                                                                                     | Россия         | 15 ноября 2009 года  | Этап Кубка мира            | Берлин, Германия        | 15 лет 8 месяцев 16 дней |       |
| 50 м брасс                       | 25,51    |             | Эмре Сакчи                                                                                           | Турция         | 5 ноября 2020 года   | Этап ISL                   | Будапешт, Венгрия       | 4 года 8 месяцев 26 дней |       |
| 100 м брасс                      | 55,34    | WR          | Илья Шиманович                                                                                       | Беларусь       | 19 декабря 2020 года | Чемпионат Белоруссии       | Брест, Белоруссия       | 4 года 7 месяцев 12 дней |       |
| 200 м брасс                      | 2:00,16  | WR          | Кирилл Пригода                                                                                       | Россия         | 13 декабря 2018 года | Чемпионат мира             | Ханчжоу, Китай          | 6 лет 7 месяцев 18 дней  |       |
| 50 м баттерфляй                  | 21,80    |             | Штеффен Дайблер                                                                                      | Германия       | 14 ноября 2009 года  | Этап Кубка мира            | Берлин, Германия        | 15 лет 8 месяцев 17 дней |       |
| 100 м баттерфляй                 | 48,48    |             | Евгений Коротышкин                                                                                   | Россия         | 15 ноября 2009 года  | Этап Кубка мира            | Берлин, Германия        | 15 лет 8 месяцев 16 дней |       |
| 200 м баттерфляй                 | 1:49,00  |             | Ласло Чех                                                                                            | Венгрия        | 6 декабря 2015 года  | Чемпионат Европы           | Нетания, Израиль        | 9 лет 7 месяцев 25 дней  |       |
| 100 м комплекс                   | 50,26    |             | Владимир Морозов                                                                                     | Россия         | 28 сентября 2018     | Этап Кубка мира            | Эндховен, Нидерланды    | 6 лет 10 месяцев 3 дня   |       |
| 200 м комплекс                   | 1:50,85  |             | Андреас Вазайос                                                                                      | Греция         | 6 декабря 2019 года  | Чемпионат Европы           | Глазго, Великобритания  | 5 лет 7 месяцев 25 дней  |       |
| 400 м комплекс                   | 3:57,27  |             | Ласло Чех                                                                                            | Венгрия        | 11 декабря 2009 года | Чемпионат Европы           | Стамбул, Турция         | 15 лет 7 месяцев 20 дней |       |
| Эстафета 4×50 м вольным стилем   | 1:20,77  | [ 8 ]       | Ален Бернар (20,64) Фабьен Жило (20,33) Амори Лево (19,93) Фредерик Буске (19,87)                    | Франция        | 14 декабря 2008 года | Чемпионат Европы           | Риека, Хорватия         | 16 лет 7 месяцев 17 дней |       |
| Эстафета 4×100 м вольным стилем  | 3:03,11  |             | Владислав Гринёв (46,38) Сергей Фесиков (46,21) Владимир Морозов (45,06) Климент Колесников (45,46)  | Россия         | 11 декабря 2018 года | Чемпионат мира             | Ханчжоу, Китай          | 6 лет 7 месяцев 20 дней  | Видео |
| Эстафета 4×200 м вольным стилем  | 6:46,84  |             | Мартин Малютин (1:42,34) Михаил Вековищев (1:41,57) Иван Гирёв (1:41,85) Александр Красных (1:41,08) | Россия         | 14 декабря 2018 года | Чемпионат мира             | Ханчжоу, Китай          | 6 лет 7 месяцев 17 дней  |       |
| Комбинированная эстафета 4×50 м  | 1:30,44  | WR          | Климент Колесников (22,83) Кирилл Пригода (25,26) Александр Попков (22,11) Владимир Морозов (20,24)  | Россия         | 17 декабря 2017 года | Чемпионат Европы           | Копенгаген, Дания       | 7 лет 7 месяцев 14 дней  |       |
| Комбинированная эстафета 4×100 м | 3:19,16  | WR          | Станислав Донец (49,63) Сергей Гейбель (56,43) Евгений Коротышкин (48,35) Данила Изотов (44,75)      | Россия         | 20 декабря 2009 года | Кубок Владимира Сальникова | Санкт-Петербург, Россия | 15 лет 7 месяцев 11 дней |       |

Условные обозначения:: WR — мировой рекорд; # — рекорд ожидает ратификации в LEN; 
Рекорды в стадиях: к — квалификация; пф — полуфинал; э — 1-й этап эстафеты; эк −1-й этап эстафеты квалификация; б — финал Б; † — в ходе более длинного заплыва; зв — заплыв на время.

### Женщины
| Дистанция                        | Время    |       | Имя | Национальность | Дата                 | Соревнование       | Место                 | Продолжительность         | Видео |
| -------------------------------- | -------- | ----- | --- | -------------- | -------------------- | ------------------ | --------------------- | ------------------------- | ----- |
| 50 м вольный стиль               | 22,93    | WR    | Раноми Кромовидьойо                                                                                        | Нидерланды     | 7 августа 2017 года  | Этап Кубка мира    | Берлин, Германия      | 7 лет 11 месяцев 24 дня   |       |
| 100 м вольный стиль              | 50,58    |       | Сара Шёстрём                                                                                               | Швеция         | 11 августа 2017 года | Этап Кубка мира    | Эйндховен, Нидерланды | 7 лет 11 месяцев 20 дней  |       |
| 200 м вольный стиль              | 1:50,43  | WR    | Сара Шёстрём                                                                                               | Швеция         | 12 августа 2017 года | Этап Кубка мира    | Эйндховен, Нидерланды | 7 лет 11 месяцев 19 дней  |       |
| 400 м вольный стиль              | 3:54,52  |       | Мирея Бельмонте Гарсия                                                                                     | Испания        | 11 августа 2013 года | Этап Кубка мира    | Берлин, Германия      | 11 лет 11 месяцев 20 дней |       |
| 800 м вольный стиль              | 7:59,34  | WR    | Мирея Бельмонте Гарсия                                                                                     | Испания        | 10 августа 2013 года | Этап Кубка мира    | Берлин, Германия      | 11 лет 11 месяцев 21 день |       |
| 1500 м вольный стиль             | 15:19,71 | WR    | Сара Кёлер                                                                                                 | Германия       | 16 ноября 2019 года  | Чемпионат Германии | Берлин, Германия      | 5 лет 8 месяцев 15 дней   |       |
| 50 м на спине                    | 25,70    | =WR   | Кира Туссан                                                                                                | Нидерланды     | 14 ноября 2020 года  | Этап ISL           | Будапешт, Венгрия     | 4 года 8 месяцев 17 дней  |       |
| 100 м на спине                   | 55,03    | WR    | Катинка Хоссу                                                                                              | Венгрия        | 4 декабря 2014 года  | Чемпионат мира     | Доха, Катар           | 10 лет 7 месяцев 27 дней  |       |
| 200 м на спине                   | 1:59,23  | WR    | Катинка Хоссу                                                                                              | Венгрия        | 5 декабря 2014 года  | Чемпионат мира     | Доха, Катар           | 10 лет 7 месяцев 26 дней  |       |
| 50 м брасс                       | 28,60    |       | Рута Мейлутите                                                                                             | Литва          | 23 октября 2022 года | Этап Кубка мира    | Берлин, Германия      | 2 года 9 месяцев 8 дней   |       |
| 100 м брасс                      | 1:02,36  | =WR   | Рута Мейлутите                                                                                             | Литва          | 12 октября 2013 года | Этап Кубка мира    | Москва, Россия        | 11 лет 9 месяцев 19 дней  |       |
| 200 м брасс                      | 2:15,21  |       | Рикке Мёллер Педерсен                                                                                      | Дания          | 13 декабря 2013 года | Чемпионат Европы   | Хернинг, Дания        | 11 лет 7 месяцев 18 дней  |       |
| 50 м баттерфляй                  | 24,38    | WR    | Тереза Альсхаммар                                                                                          | Швеция         | 22 ноября 2009 года  | Этап Кубка мира    | Сингапур              | 15 лет 8 месяцев 9 дней   |       |
| 100 м баттерфляй                 | 54,61    | WR    | Сара Шёстрём                                                                                               | Швеция         | 7 декабря 2014 года  | Чемпионат мира     | Доха, Катар           | 10 лет 7 месяцев 24 дня   |       |
| 200 м баттерфляй                 | 1:59,61  | WR    | Мирея Бельмонте Гарсия                                                                                     | Испания        | 3 декабря 2014 года  | Чемпионат мира     | Доха, Катар           | 10 лет 7 месяцев 28 дней  |       |
| 100 м комплекс                   | 56,51    | WR    | Катинка Хоссу                                                                                              | Венгрия        | 7 августа 2017 года  | Этап Кубка мира    | Берлин, Германия      | 7 лет 11 месяцев 24 дня   |       |
| 200 м комплекс                   | 2:01,86  | WR    | Катинка Хоссу                                                                                              | Венгрия        | 6 декабря 2014 года  | Чемпионат мира     | Доха, Катар           | 10 лет 7 месяцев 25 дней  |       |
| 400 м комплекс                   | 4:18,94  | WR    | Мирея Бельмонте Гарсия                                                                                     | Испания        | 12 августа 2017 года | Этап Кубка мира    | Эйндховен, Нидерланды | 7 лет 11 месяцев 19 дней  |       |
| Эстафета 4×50 м вольным стилем   | 1:33,25  | [ 8 ] | Инге Деккер (23,53) Хинкелин Схрёдер (22,81) Саския де Йонге (23,88) Раноми Кромовидьойо (23,03)           | Нидерланды     | 11 декабря 2009 года | Чемпионат Европы   | Стамбул, Турция       | 15 лет 7 месяцев 20 дней  |       |
| Эстафета 4×100 м вольным стилем  | 3:26,53  | WR    | Инге Деккер (52,39) Фемке Хемскерк (50,58) Мауд ван дер Меер (52,55) Раноми Кромовидьойо (51,01)           | Нидерланды     | 5 декабря 2014 года  | Чемпионат мира     | Доха, Катар           | 10 лет 7 месяцев 26 дней  |       |
| Эстафета 4×200 м вольным стилем  | 7:32,85  | WR    | Инге Деккер (1:54,73) Фемке Хемскерк (1:51,22) Раноми Кромовидьойо (1:54,17) Шарон ван Раувендал (1:52,73) | Нидерланды     | 3 декабря 2014 года  | Чемпионат мира     | Доха, Катар           | 10 лет 7 месяцев 28 дней  |       |
| Комбинированная эстафета 4×50 м  | 1:42,69  | [ 8 ] | Хинкелин Схрёдер (26,32) Моник Нейхёйс (29,16) Инге Деккер (24,51) Раноми Кромовидьойо (22,70)             | Нидерланды     | 12 декабря 2009 года | Чемпионат Европы   | Стамбул, Турция       | 15 лет 7 месяцев 19 дней  |       |
| Комбинированная эстафета 4×100 м | 3:48,86  |       | Мие Нильсен (56,86) Рикке Мёллер Педерсен (1:04,62) Джанетт Оттесен (54,99) Пернилле Блуме (52,39)         | Дания          | 7 декабря 2014 года  | Чемпионат мира     | Доха, Катар           | 10 лет 7 месяцев 24 дня   |       |

Условные обозначения:: WR — мировой рекорд; # — рекорд ожидает ратификации в LEN; 
Рекорды в стадиях: к — квалификация; пф — полуфинал; э — 1-й этап эстафеты; эк −1-й этап эстафеты квалификация; б — финал Б; † — в ходе более длинного заплыва; зв — заплыв на время.

### Смешанные дисциплины
| Дистанция                       | Время   |    | Имя                                                                                              | Национальность | Дата                 | Соревнование     | Место                  | Продолжительность       | Видео |
| ------------------------------- | ------- | -- | ------------------------------------------------------------------------------------------------ | -------------- | -------------------- | ---------------- | ---------------------- | ----------------------- | ----- |
| Эстафета 4×50 м вольным стилем  | 1:28,39 | WR | Нильс Корстанье (21,42) Кайл Столк (20,66) Раноми Кромовидьойо (23,01) Фемке Хемскерк (23,30)    | Нидерланды     | 16 декабря 2017 года | Чемпионат Европы | Копенгаген, Дания      | 7 лет 7 месяцев 15 дней |       |
| Комбинированная эстафета 4×50 м | 1.36.22 | WR | Климент Колесников (22.67) Владимир Морозов (25.40) Арина Суркова (24.94) Мария Каменева (23.21) | Россия         | 5 декабря 2019 года  | Чемпионат Европы | Глазго, Великобритания | 5 лет 7 месяцев 26 дней |       |

Условные обозначения:: WR — мировой рекорд; # — рекорд ожидает ратификации в LEN; 
Рекорды в стадиях: к — квалификация; пф — полуфинал; э — 1-й этап эстафеты; эк −1-й этап эстафеты квалификация; б — финал Б; † — в ходе более длинного заплыва; зв — заплыв на время.